# Eleições autárquicas de 2013 em Vila Franca de Xira
As eleições autárquicas de 2013 serviram para eleger os diferentes órgãos do poder local no concelho de Vila Franca de Xira.
Os resultados deram nova vitória ao Partido Socialista, que, assim mantiveram uma câmara conquistada em 1997, embora, desta vez, com redução de votos e vereadores, ficando-se pelos 37,84% dos votos e 5 vereadores.
A Coligação Democrática Unitária conquistaram um resultado bastante positivo, não só para a Câmara Municipal, onde conquistaram 30,67% dos votos e 4 vereadores, bem como, nas Assembleias de Freguesia, onde a CDU reconquistou diversos mandatos.
Por fim, destacar os dois vereadores eleitos pela coligação liderada pelo Partido Social Democrata, que se ficou pelos 13,62% dos votos.

## Resultados Oficiais
Os resultados para os diferentes órgãos do poder local no Concelho de Vila Franca de Xira foram os seguintes:

### Câmara Municipal
| Partido                 | Partido                        | Votos   | %               | +/-  | Vereadores | +/-     |
| ----------------------- | ------------------------------ | ------- | --------------- | ---- | ---------- | ------- |
|                         | Partido Socialista             | 18 456  | 37,84 / 100,00  | 6,14 | 5 / 11     | Estável |
|                         | Coligação Democrática Unitária | 14 957  | 30,67 / 100,00  | 6,79 | 4 / 11     | 1       |
|                         | PSD-PPM-MPT                    | 6 640   | 13,62 / 100,00  | Novo | 2 / 11     | Novo    |
|                         | Bloco de Esquerda              | 2 801   | 5,74 / 100,00   | 0,09 | 0 / 11     | Estável |
|                         | CDS – Partido Popular          | 1 530   | 3,14 / 100,00   | -    | 0 / 11     | -       |
| Votos Inválidos         | Votos Inválidos                | 4 385   | 9,00 / 100,00   | 6,05 |            |         |
| Total                   | Total                          | 48 769  | 100,00 / 100,00 |      | 11 / 11    |         |
| Eleitorado/Participação | Eleitorado/Participação        | 110 266 | 44,23 / 100,00  | 7,96 |            |         |

### Assembleia Municipal
| Partido                 | Partido                        | Votos   | %               | +/-  | Mandatos | +/-     |
| ----------------------- | ------------------------------ | ------- | --------------- | ---- | -------- | ------- |
|                         | Partido Socialista             | 17 226  | 35,32 / 100,00  | 6,01 | 13 / 33  | 1       |
|                         | Coligação Democrática Unitária | 15 574  | 31,94 / 100,00  | 6,29 | 12 / 33  | 3       |
|                         | PSD-PPM-MPT                    | 6 473   | 13,27 / 100,00  | Novo | 5 / 33   | Novo    |
|                         | Bloco de Esquerda              | 3 285   | 6,74 / 100,00   | 0,53 | 2 / 33   | Estável |
|                         | CDS – Partido Popular          | 1 643   | 3,37 / 100,00   | -    | 1 / 33   | -       |
| Votos Inválidos         | Votos Inválidos                | 4 566   | 9,37 / 100,00   | 6,22 |          |         |
| Total                   | Total                          | 48 767  | 100,00 / 100,00 |      | 33 / 33  |         |
| Eleitorado/Participação | Eleitorado/Participação        | 110 266 | 44,23 / 100,00  | 7,96 |          |         |

### Assembleias de Freguesia
| Partido                 | Partido                        | Votos   | %               | +/-  | Presidentes | Mandatos | +/-     |
| ----------------------- | ------------------------------ | ------- | --------------- | ---- | ----------- | -------- | ------- |
|                         | Coligação Democrática Unitária | 16 819  | 34,49 / 100,00  | 5,83 | 4 / 6       | 40 / 90  | 3       |
|                         | Partido Socialista             | 16 657  | 34,16 / 100,00  | 7,84 | 2 / 6       | 36 / 90  | 29      |
|                         | PSD-PPM-MPT                    | 6 235   | 12,79 / 100,00  | Novo | 0 / 6       | 10 / 90  | Novo    |
|                         | Bloco de Esquerda              | 2 630   | 5,39 / 100,00   | 0,07 | 0 / 6       | 4 / 90   | Estável |
|                         | CDS – Partido Popular          | 1 683   | 3,45 / 100,00   | -    | 0 / 6       | 0 / 90   | -       |
|                         | Grupo de Cidadãos              | 381     | 0,78 / 100,00   | -    | 0 / 6       | 0 / 90   | -       |
| Votos Inválidos         | Votos Inválidos                | 4 359   | 8,94 / 100,00   | 5,82 |             |          |         |
| Total                   | Total                          | 48 764  | 100,00 / 100,00 |      | 6 / 6       | 90 / 90  | 45      |
| Eleitorado/Participação | Eleitorado/Participação        | 110 266 | 44,22 / 100,00  | 7,41 |             |          |         |

## Resultados por Freguesia

### Câmara Municipal
| Freguesia                                  | %     | %     | %            | %    | %    | Votantes |
| Freguesia                                  | PS    | CDU   | PSD-PPM -MPT | BE   | CDS  | Votantes |
| ------------------------------------------ | ----- | ----- | ------------ | ---- | ---- | -------- |
| Alhandra, Calhandriz e São João dos Montes | 39,02 | 33,54 | 10,60        | 6,45 | 2,69 | 5 208    |
| Alverca do Ribatejo e Sobralinho           | 38,00 | 31,04 | 13,51        | 5,54 | 2,83 | 12 669   |
| Castanheira do Ribatejo e Cachoeiras       | 38,04 | 38,88 | 9,65         | 3,08 | 2,85 | 3 089    |
| Póvoa de Santa Iria e Forte da Casa        | 39,21 | 23,66 | 16,17        | 7,16 | 3,46 | 13 957   |
| Vialonga                                   | 30,85 | 40,67 | 11,42        | 4,95 | 3,45 | 6 814    |
| Vila Franca de Xira                        | 40,69 | 28,48 | 14,83        | 4,72 | 3,20 | 7 032    |
| Vila Franca de Xira                        | 37,84 | 30,67 | 13,62        | 5,74 | 3,14 | 48 769   |

#### Alhandra, Calhandriz e São João dos Montes
| Partido                 | Partido                        | Votos  | %               | +/-   |
| ----------------------- | ------------------------------ | ------ | --------------- | ----- |
|                         | Partido Socialista             | 2 032  | 39,02 / 100,00  | 10,70 |
|                         | Coligação Democrática Unitária | 1 747  | 33,54 / 100,00  | 5,85  |
|                         | PSD-PPM-MPT                    | 552    | 10,60 / 100,00  | Novo  |
|                         | Bloco de Esquerda              | 336    | 6,45 / 100,00   | 1,38  |
|                         | CDS – Partido Popular          | 140    | 2,69 / 100,00   | -     |
| Votos Inválidos         | Votos Inválidos                | 401    | 7,70 / 100,00   | 5,22  |
| Total                   | Total                          | 5 208  | 100,00 / 100,00 |       |
| Eleitorado/Participação | Eleitorado/Participação        | 10 457 | 49,80 / 100,00  | 8,98  |

#### Alverca do Ribatejo e Sobralinho
| Partido                 | Partido                        | Votos  | %               | +/-  |
| ----------------------- | ------------------------------ | ------ | --------------- | ---- |
|                         | Partido Socialista             | 4 814  | 38,00 / 100,00  | 4,97 |
|                         | Coligação Democrática Unitária | 3 933  | 31,04 / 100,00  | 5,49 |
|                         | PSD-PPM-MPT                    | 1 712  | 13,51 / 100,00  | Novo |
|                         | Bloco de Esquerda              | 702    | 5,54 / 100,00   | 0,37 |
|                         | CDS – Partido Popular          | 359    | 2,83 / 100,00   | -    |
| Votos Inválidos         | Votos Inválidos                | 1 149  | 9,06 / 100,00   | 6,06 |
| Total                   | Total                          | 12 669 | 100,00 / 100,00 |      |
| Eleitorado/Participação | Eleitorado/Participação        | 28 740 | 44,08 / 100,00  | 8,84 |

#### Castanheira do Ribatejo e Cachoeiras
| Partido                 | Partido                        | Votos | %               | +/-   |
| ----------------------- | ------------------------------ | ----- | --------------- | ----- |
|                         | Coligação Democrática Unitária | 1 201 | 38,88 / 100,00  | 10,19 |
|                         | Partido Socialista             | 1 175 | 38,04 / 100,00  | 9,99  |
|                         | PSD-PPM-MPT                    | 298   | 9,65 / 100,00   | Novo  |
|                         | Bloco de Esquerda              | 95    | 3,08 / 100,00   | 0,96  |
|                         | CDS – Partido Popular          | 88    | 2,85 / 100,00   | -     |
| Votos Inválidos         | Votos Inválidos                | 232   | 7,51 / 100,00   | 4,79  |
| Total                   | Total                          | 3 089 | 100,00 / 100,00 |       |
| Eleitorado/Participação | Eleitorado/Participação        | 6 611 | 46,73 / 100,00  | 7,83  |

#### Póvoa de Santa Iria e Forte da Casa
| Partido                 | Partido                        | Votos  | %               | +/-  |
| ----------------------- | ------------------------------ | ------ | --------------- | ---- |
|                         | Partido Socialista             | 5 472  | 39,21 / 100,00  | 3,40 |
|                         | Coligação Democrática Unitária | 3 302  | 23,66 / 100,00  | 4,72 |
|                         | PSD-PPM-MPT                    | 2 257  | 16,17 / 100,00  | Novo |
|                         | Bloco de Esquerda              | 999    | 7,16 / 100,00   | 0,53 |
|                         | CDS – Partido Popular          | 483    | 3,46 / 100,00   | -    |
| Votos Inválidos         | Votos Inválidos                | 1 444  | 10,34 / 100,00  | 7,55 |
| Total                   | Total                          | 13 957 | 100,00 / 100,00 |      |
| Eleitorado/Participação | Eleitorado/Participação        | 32 547 | 42,88 / 100,00  | 9,98 |

#### Vialonga
| Partido                 | Partido                        | Votos  | %               | +/-  |
| ----------------------- | ------------------------------ | ------ | --------------- | ---- |
|                         | Coligação Democrática Unitária | 2 771  | 40,67 / 100,00  | 9,52 |
|                         | Partido Socialista             | 2 102  | 30,85 / 100,00  | 6,93 |
|                         | PSD-PPM-MPT                    | 778    | 11,42 / 100,00  | Novo |
|                         | Bloco de Esquerda              | 337    | 4,95 / 100,00   | 0,93 |
|                         | CDS – Partido Popular          | 235    | 3,45 / 100,00   | -    |
| Votos Inválidos         | Votos Inválidos                | 591    | 8,67 / 100,00   | 5,73 |
| Total                   | Total                          | 6 814  | 100,00 / 100,00 |      |
| Eleitorado/Participação | Eleitorado/Participação        | 16 260 | 41,91 / 100,00  | 5,47 |

#### Vila Franca de Xira
| Partido                 | Partido                        | Votos  | %               | +/-  |
| ----------------------- | ------------------------------ | ------ | --------------- | ---- |
|                         | Partido Socialista             | 2 861  | 40,69 / 100,00  | 6,81 |
|                         | Coligação Democrática Unitária | 2 003  | 28,48 / 100,00  | 9,08 |
|                         | PSD-PPM-MPT                    | 1 043  | 14,83 / 100,00  | Novo |
|                         | Bloco de Esquerda              | 332    | 4,72 / 100,00   | 2,03 |
|                         | CDS – Partido Popular          | 225    | 3,20 / 100,00   | -    |
| Votos Inválidos         | Votos Inválidos                | 568    | 8,08 / 100,00   | 4,40 |
| Total                   | Total                          | 7 032  | 100,00 / 100,00 |      |
| Eleitorado/Participação | Eleitorado/Participação        | 15 651 | 44,93 / 100,00  | 5,75 |

#### Assembleia Municipal
| Freguesia                                  | %     | %     | %            | %    | %    | Votantes |
| Freguesia                                  | PS    | CDU   | PSD-PPM -MPT | BE   | CDS  | Votantes |
| ------------------------------------------ | ----- | ----- | ------------ | ---- | ---- | -------- |
| Alhandra, Calhandriz e São João dos Montes | 35,71 | 34,91 | 10,46        | 7,10 | 3,09 | 5 208    |
| Alverca do Ribatejo e Sobralinho           | 36,30 | 31,76 | 13,05        | 6,31 | 2,95 | 12 669   |
| Castanheira do Ribatejo e Cachoeiras       | 34,35 | 41,37 | 9,19         | 4,21 | 3,04 | 3 089    |
| Póvoa de Santa Iria e Forte da Casa        | 37,65 | 24,41 | 15,55        | 8,38 | 3,52 | 13 956   |
| Vialonga                                   | 29,03 | 41,79 | 11,17        | 5,72 | 3,51 | 6 813    |
| Vila Franca de Xira                        | 35,18 | 31,30 | 15,07        | 6,07 | 4,04 | 7 032    |
| Vila Franca de Xira                        | 35,32 | 31,94 | 13,27        | 6,74 | 3,37 | 48 767   |

#### Alhandra, Calhandriz e São João dos Montes
| Partido                 | Partido                        | Votos  | %               | +/-   |
| ----------------------- | ------------------------------ | ------ | --------------- | ----- |
|                         | Partido Socialista             | 1 860  | 35,71 / 100,00  | 10,25 |
|                         | Coligação Democrática Unitária | 1 818  | 34,91 / 100,00  | 5,35  |
|                         | PSD-PPM-MPT                    | 545    | 10,46 / 100,00  | Novo  |
|                         | Bloco de Esquerda              | 370    | 7,10 / 100,00   | 0,01  |
|                         | CDS – Partido Popular          | 161    | 3,09 / 100,00   | -     |
| Votos Inválidos         | Votos Inválidos                | 454    | 8,72 / 100,00   | 6,06  |
| Total                   | Total                          | 5 208  | 100,00 / 100,00 |       |
| Eleitorado/Participação | Eleitorado/Participação        | 10 457 | 49,80 / 100,00  | 8,98  |

#### Alverca do Ribatejo e Sobralinho
| Partido                 | Partido                        | Votos  | %               | +/-  |
| ----------------------- | ------------------------------ | ------ | --------------- | ---- |
|                         | Partido Socialista             | 4 599  | 36,30 / 100,00  | 5,25 |
|                         | Coligação Democrática Unitária | 4 024  | 31,76 / 100,00  | 4,79 |
|                         | PSD-PPM-MPT                    | 1 653  | 13,05 / 100,00  | Novo |
|                         | Bloco de Esquerda              | 799    | 6,31 / 100,00   | 0,34 |
|                         | CDS – Partido Popular          | 374    | 2,95 / 100,00   | -    |
| Votos Inválidos         | Votos Inválidos                | 1 220  | 9,63 / 100,00   | 6,45 |
| Total                   | Total                          | 12 669 | 100,00 / 100,00 |      |
| Eleitorado/Participação | Eleitorado/Participação        | 28 740 | 44,08 / 100,00  | 8,84 |

#### Castanheira do Ribatejo e Cachoeiras
| Partido                 | Partido                        | Votos | %               | +/-  |
| ----------------------- | ------------------------------ | ----- | --------------- | ---- |
|                         | Coligação Democrática Unitária | 1 278 | 41,37 / 100,00  | 7,89 |
|                         | Partido Socialista             | 1 061 | 34,35 / 100,00  | 6,83 |
|                         | PSD-PPM-MPT                    | 284   | 9,19 / 100,00   | Novo |
|                         | Bloco de Esquerda              | 130   | 4,21 / 100,00   | 1,32 |
|                         | CDS – Partido Popular          | 94    | 3,04 / 100,00   | -    |
| Votos Inválidos         | Votos Inválidos                | 242   | 7,83 / 100,00   | 4,58 |
| Total                   | Total                          | 3 089 | 100,00 / 100,00 |      |
| Eleitorado/Participação | Eleitorado/Participação        | 6 611 | 46,73 / 100,00  | 7,83 |

#### Póvoa de Santa Iria e Forte da Casa
| Partido                 | Partido                        | Votos  | %               | +/-  |
| ----------------------- | ------------------------------ | ------ | --------------- | ---- |
|                         | Partido Socialista             | 5 254  | 37,65 / 100,00  | 3,23 |
|                         | Coligação Democrática Unitária | 3 406  | 24,41 / 100,00  | 3,96 |
|                         | PSD-PPM-MPT                    | 2 170  | 15,55 / 100,00  | Novo |
|                         | Bloco de Esquerda              | 1 169  | 8,38 / 100,00   | 0,49 |
|                         | CDS – Partido Popular          | 491    | 3,52 / 100,00   | -    |
| Votos Inválidos         | Votos Inválidos                | 1 466  | 10,50 / 100,00  | 7,45 |
| Total                   | Total                          | 13 956 | 100,00 / 100,00 |      |
| Eleitorado/Participação | Eleitorado/Participação        | 32 547 | 42,88 / 100,00  | 8,98 |

#### Vialonga
| Partido                 | Partido                        | Votos  | %               | +/-  |
| ----------------------- | ------------------------------ | ------ | --------------- | ---- |
|                         | Coligação Democrática Unitária | 2 847  | 41,79 / 100,00  | 8,70 |
|                         | Partido Socialista             | 1 978  | 29,03 / 100,00  | 6,57 |
|                         | PSD-PPM-MPT                    | 761    | 11,17 / 100,00  | Novo |
|                         | Bloco de Esquerda              | 390    | 5,72 / 100,00   | 1,14 |
|                         | CDS – Partido Popular          | 239    | 3,51 / 100,00   | -    |
| Votos Inválidos         | Votos Inválidos                | 598    | 8,77 / 100,00   | 5,64 |
| Total                   | Total                          | 6 813  | 100,00 / 100,00 |      |
| Eleitorado/Participação | Eleitorado/Participação        | 16 260 | 41,90 / 100,00  | 5,48 |

#### Vila Franca de Xira
| Partido                 | Partido                        | Votos  | %               | +/-   |
| ----------------------- | ------------------------------ | ------ | --------------- | ----- |
|                         | Partido Socialista             | 2 474  | 35,18 / 100,00  | 8,06  |
|                         | Coligação Democrática Unitária | 2 201  | 31,30 / 100,00  | 10,58 |
|                         | PSD-PPM-MPT                    | 1 060  | 15,07 / 100,00  | Novo  |
|                         | Bloco de Esquerda              | 427    | 6,07 / 100,00   | 2,32  |
|                         | CDS – Partido Popular          | 284    | 4,04 / 100,00   | -     |
| Votos Inválidos         | Votos Inválidos                | 586    | 8,33 / 100,00   | 4,69  |
| Total                   | Total                          | 7 032  | 100,00 / 100,00 |       |
| Eleitorado/Participação | Eleitorado/Participação        | 15 651 | 44,93 / 100,00  | 5,74  |

### Juntas de Freguesia

#### Alhandra, Calhandriz e São João dos Montes
| Partido                 | Partido                        | Votos  | %               | Mandatos |
| ----------------------- | ------------------------------ | ------ | --------------- | -------- |
|                         | Coligação Democrática Unitária | 1 901  | 36,50 / 100,00  | 6 / 13   |
|                         | Partido Socialista             | 1 772  | 34,02 / 100,00  | 5 / 13   |
|                         | PSD-PPM-MPT                    | 515    | 9,89 / 100,00   | 1 / 13   |
|                         | Bloco de Esquerda              | 386    | 7,41 / 100,00   | 1 / 13   |
|                         | CDS – Partido Popular          | 170    | 3,26 / 100,00   | 0 / 13   |
| Votos Inválidos         | Votos Inválidos                | 464    | 8,90 / 100,00   |          |
| Total                   | Total                          | 5 208  | 100,00 / 100,00 | 13 / 13  |
| Eleitorado/Participação | Eleitorado/Participação        | 10 457 | 49,80 / 100,00  |          |

#### Alverca do Ribatejo e Sobralinho
| Partido                 | Partido                            | Votos  | %               | Mandatos |
| ----------------------- | ---------------------------------- | ------ | --------------- | -------- |
|                         | Partido Socialista                 | 4 610  | 36,39 / 100,00  | 9 / 19   |
|                         | Coligação Democrática Unitária     | 3 979  | 31,41 / 100,00  | 7 / 19   |
|                         | PSD-PPM-MPT                        | 1 528  | 12,06 / 100,00  | 2 / 19   |
|                         | Bloco de Esquerda                  | 672    | 5,30 / 100,00   | 1 / 19   |
|                         | Movimento Comunidades Democráticas | 381    | 3,01 / 100,00   | 0 / 19   |
|                         | CDS – Partido Popular              | 344    | 2,72 / 100,00   | 0 / 19   |
| Votos Inválidos         | Votos Inválidos                    | 1 155  | 9,11 / 100,00   |          |
| Total                   | Total                              | 12 669 | 100,00 / 100,00 | 19 / 19  |
| Eleitorado/Participação | Eleitorado/Participação            | 28 740 | 44,08 / 100,00  |          |

#### Castanheiro do Ribatejo e Cachoeiras
| Partido                 | Partido                        | Votos | %               | Mandatos |
| ----------------------- | ------------------------------ | ----- | --------------- | -------- |
|                         | Coligação Democrática Unitária | 1 673 | 54,16 / 100,00  | 8 / 13   |
|                         | Partido Socialista             | 852   | 27,58 / 100,00  | 4 / 13   |
|                         | PSD-PPM-MPT                    | 233   | 7,54 / 100,00   | 1 / 13   |
|                         | CDS – Partido Popular          | 116   | 3,76 / 100,00   | 0 / 13   |
| Votos Inválidos         | Votos Inválidos                | 215   | 6,96 / 100,00   |          |
| Total                   | Total                          | 3 089 | 100,00 / 100,00 | 13 / 13  |
| Eleitorado/Participação | Eleitorado/Participação        | 6 611 | 46,73 / 100,00  |          |

#### Póvoa de Santa Iria e Forte da Casa
| Partido                 | Partido                        | Votos  | %               | Mandatos |
| ----------------------- | ------------------------------ | ------ | --------------- | -------- |
|                         | Partido Socialista             | 5 372  | 38,50 / 100,00  | 9 / 19   |
|                         | Coligação Democrática Unitária | 3 341  | 23,94 / 100,00  | 5 / 19   |
|                         | PSD-PPM-MPT                    | 2 149  | 15,40 / 100,00  | 3 / 19   |
|                         | Bloco de Esquerda              | 1 174  | 8,41 / 100,00   | 2 / 19   |
|                         | CDS – Partido Popular          | 508    | 3,64 / 100,00   | 0 / 19   |
| Votos Inválidos         | Votos Inválidos                | 1 410  | 10,11 / 100,00  |          |
| Total                   | Total                          | 13 954 | 100,00 / 100,00 | 19 / 19  |
| Eleitorado/Participação | Eleitorado/Participação        | 32 547 | 42,87 / 100,00  |          |

#### Vialonga
| Partido                 | Partido                        | Votos  | %               | +/-  | Mandatos | +/-  |
| ----------------------- | ------------------------------ | ------ | --------------- | ---- | -------- | ---- |
|                         | Coligação Democrática Unitária | 3 415  | 50,13 / 100,00  | 9,41 | 8 / 13   | 2    |
|                         | Partido Socialista             | 1 773  | 26,03 / 100,00  | 9,71 | 4 / 13   | 1    |
|                         | PSD-PPM-MPT                    | 762    | 11,19 / 100,00  | Novo | 1 / 13   | Novo |
|                         | CDS – Partido Popular          | 272    | 3,99 / 100,00   | -    | 0 / 13   | -    |
| Votos Inválidos         | Votos Inválidos                | 590    | 8,66 / 100,00   | 5,37 |          |      |
| Total                   | Total                          | 6 812  | 100,00 / 100,00 |      | 13 / 13  |      |
| Eleitorado/Participação | Eleitorado/Participação        | 16 260 | 41,89 / 100,00  | 1,45 |          |      |

#### Vila Franca de Xira
| Partido                 | Partido                        | Votos  | %               | +/-   | Mandatos | +/-  |
| ----------------------- | ------------------------------ | ------ | --------------- | ----- | -------- | ---- |
|                         | Coligação Democrática Unitária | 2 510  | 35,69 / 100,00  | 14,96 | 6 / 13   | 3    |
|                         | Partido Socialista             | 2 278  | 32,39 / 100,00  | 12,80 | 5 / 13   | 1    |
|                         | PSD-PPM-MPT                    | 1 048  | 14,90 / 100,00  | Novo  | 2 / 13   | Novo |
|                         | Bloco de Esquerda              | 398    | 5,66 / 100,00   | 2,13  | 0 / 13   | 1    |
|                         | CDS – Partido Popular          | 273    | 3,88 / 100,00   | -     | 0 / 13   | -    |
| Votos Inválidos         | Votos Inválidos                | 525    | 7,46 / 100,00   | 3,91  |          |      |
| Total                   | Total                          | 7 032  | 100,00 / 100,00 |       | 13 / 13  |      |
| Eleitorado/Participação | Eleitorado/Participação        | 15 651 | 44,93 / 100,00  | 5,74  |          |      |

#### Juntas antes e depois das Eleições
| Freguesia                                  | 2009-2013   | 2009-2013                      | 2009-2013      | 2013-2017 | 2013-2017                      | 2013-2017      |
| ------------------------------------------ | ----------- | ------------------------------ | -------------- | --------- | ------------------------------ | -------------- |
| Alhandra, Calhandriz e São João dos Montes | Não Existia | Não Existia                    | Não Existia    |           | Coligação Democrática Unitária | 36,50 / 100,00 |
| Alverca do Ribatejo e Sobralinho           | Não Existia | Não Existia                    | Não Existia    |           | Partido Socialista             | 36,39 / 100,00 |
| Castanheira do Ribatejo e Cachoeiras       | Não Existia | Não Existia                    | Não Existia    |           | Coligação Democrática Unitária | 54,16 / 100,00 |
| Póvoa de Santa Iria e Forte da Casa        | Não Existia | Não Existia                    | Não Existia    |           | Partido Socialista             | 38,50 / 100,00 |
| Vialonga                                   |             | Coligação Democrática Unitária | 40,72 / 100,00 |           | Coligação Democrática Unitária | 50,13 / 100,00 |
| Vila Franca de Xira                        |             | Partido Socialista             | 45,19 / 100,00 |           | Coligação Democrática Unitária | 35,69 / 100,00 |